# Eastbourne

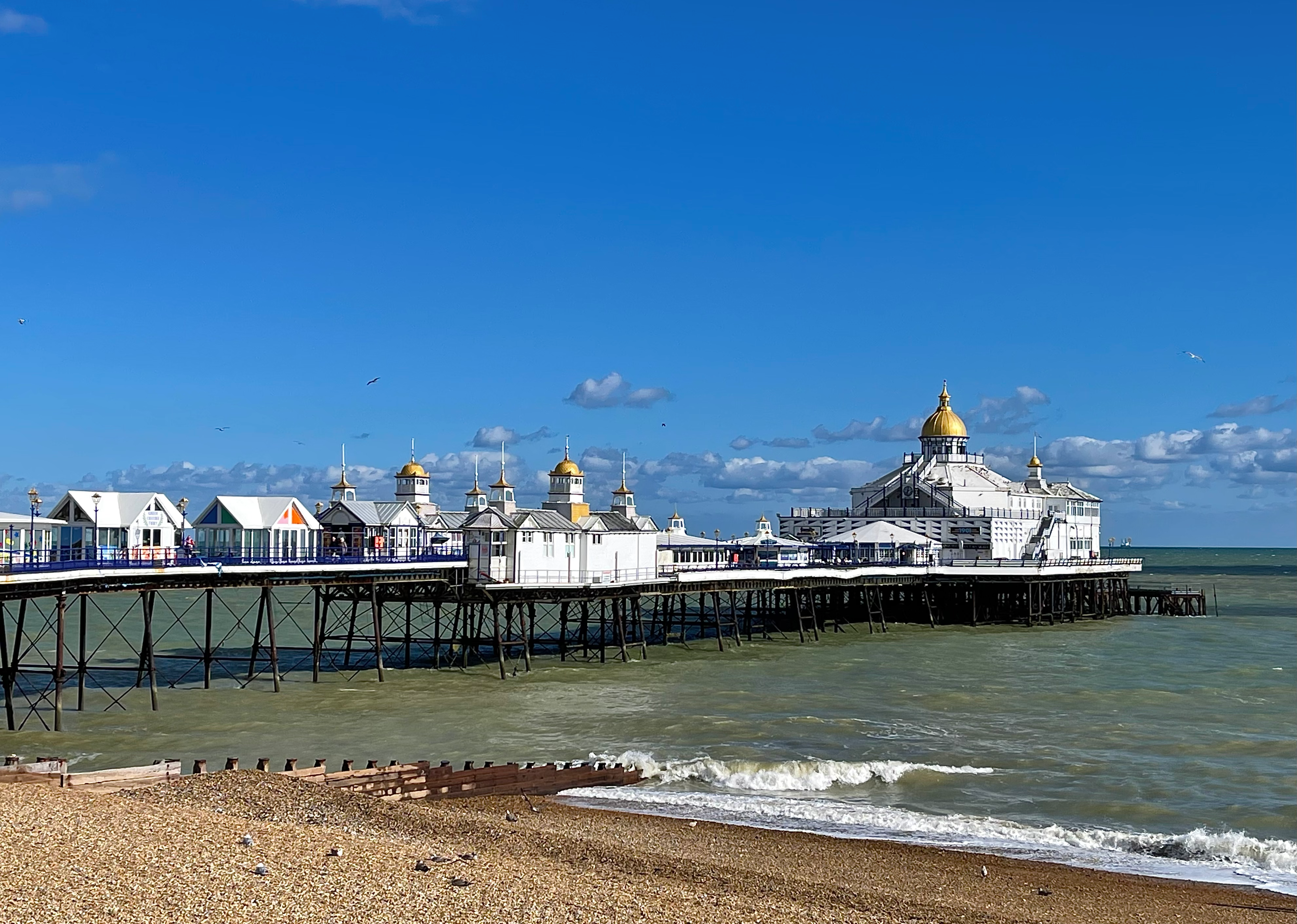
Eastbourne Pier em 2024

Eastbourne é uma cidade do East Sussex na Inglaterra.
Ela se situa ao sul, sobre as bordas do Canal da Mancha. A cidade possui várias praias e é cercada de colinas e de falésias que caem abruptamente sobre o mar. Ela possui um molhe, em inglês pier, com várias atrações turísticas, incluindo um cassino.
A cidade tem cerca de 90.000 habitantes.

## Personalidades
- Frederick Soddy (1877-1956), Prémio Nobel da Química de 1921
- Frederick Gowland Hopkins (1861-1947), Prémio Nobel de Fisiologia ou Medicina de 1929
- Theresa May (1956), primeira-ministra do Reino Unido